# Orde voor Bijzondere Prestaties
De Orde voor Bijzondere Prestaties (Vietnamees: "Huân chương Chiến công") is een op 15 mei 1947 ingestelde ridderorde van de Democratische Republiek Vietnam die na de val van Zuid-Vietnam een onderscheiding van geheel Vietnam werd.
Men verleent de orde aan burgers, militairen, collectieven en organisaties. De statuten stellen aan de potentiële dragers van de Orde voor Bijzondere Prestaties hoge eisen. Zij moeten individueel of collectief uitzonderlijke prestaties hebben verricht in de strijd of ter ondersteuning van de oorlogsvoering.
Het is in uitvoering en decoratiebeleid een typisch voorbeeld van een Socialistische orde. De vroegere onderscheidingen van de Sovjet-Unie, met name de Leninorde, hebben als voorbeeld gediend.
Net als veel socialistische orden wordt ook de Orde voor Bijzondere Prestaties aan een vijfhoekig gevouwen lint gedragen. De vorm is typisch Russisch en sluit niet aan bij Vietnamese tradities. Op het lint en op de baton zijn drie gouden sterren aangebracht.
De Orde van de Verdediging van het Vaderland is hoger in rang maar de Grote Orde van de Nationale Eenheid is lager.